# Анансијеви момци
Анансијеви момци је роман британског књижевника Нила Гејмана који је изашао 2005. године из штампе. Преведен је на српски језик 2006. године.
У роману, „Господин Ненси“ — инкарнација западноафричког бога варалица Анансија — умире, остављајући синове близанце, који заузврат откривају постојање једни других након што су раздвојени као мала деца. Роман прати њихове авантуре док истражују своје заједничко наслеђе. Иако није наставак претходног Гејмановог романа Амерички богови, лик господина Ненсија се појављује у обе књиге.
Гејман је поменуо аутора Торна Смита као снажан утицај на писање књиге; „У глави, када сам је писао, имао сам писца по имену Торн Смит“, и „... приступ Торна Смита књигама са ерупцијама магије у нормалне животе изгледао је као територија на којој би било вредно труда истражити.“ 
Анансијеви момци је објављена 20. септембра 2005. и објављена је у меком повезу 1. октобра 2006. Књига је дебитовала на првом месту на листи најпродаванијих The New York Times бестселера и освојила је и награду Локус и награду Британског друштва за фантазију 2006. Аудио књига је објављена 2005. године, а приповедао је Лени Хенри.

## Радња романа
Анансијеви момци је роман о Чарлсу „Дебели Чарли“ Ненси, стидљивом становник Лондон лишеним амбиција, чије се неентузијастичне припреме за венчање поремете када сазна да му је отац (господин Ненси) умро на Флориди. Раскошни господин Ненси, у чијој је сенци одувек живео Дебели Чарли, умро је на помало срамотан начин доживевши фатални срчани удар док је певао младој жени на бини у караоке бару пре него што је пао са бине и случајно скинуо женски горњи део. 
Дебели Чарли је приморан да узме слободно време у агенцији за таленте у којој ради и путује на Флориду на сахрану. Након тога, док расправља о располагању имањем господина Ненси, госпођа Калијан Хиглер, веома стара породична пријатељица, открива Дебелом Чарлију да је покојни господин Ненси заправо инкарнација западноафричког бога паука, Ананси, па отуда и његово име. Разлог због којег Чарли очигледно није наследио никакве божанске моћи је тај што су оне пренете на његовог до сада непознатог брата, за којег госпођа Хиглер објашњава да се може контактирати једноставним слањем позива разговором са пауком. Чарли је скептичан и по повратку у Енглеску углавном заборавља шта му је госпођа Хиглер рекла, све док једне ноћи није пијано шапнуо пауку да би било лепо да му брат сврати у посету.
Следећег јутра, углађени и добро обучени брат, под именом "Паук", посећује Чарлија и шокира се када сазна да им је отац умро. Паук тада магично улази у слику њиховог дома из детињства и Чарли одлази на посао, прилично збуњен Пауком и његовим изненадним чудесним нестанком.
Паук се враћа те ноћи, погођен тугом што је Ананси умро и што је био довољно непромишљен да не примети. На Паукову препоруку, два брата покушавају да удаве своју тугу и да се бурно опијају вином, доводећи жене и слушајући музику. Иако Чарли није укључен у већину женскарења или певања, довољно је пијан да преспава већи део следећег дана. Паук покрива Чарлијево одсуство из његове канцеларије у агенцији тако што се магично прерушава у Чарлија. Објашњено је да иако два брата нису идентична, Паук је у стању да искористи своје божанске моћи да би се другима показао као Чарлијев близанац. Док је на послу, Паук открива дугогодишњу праксу свог шефа Грејма Коутса да проневере своје клијенте и такође краде наклоност и невиност Чарлијеве веренице, Роузи Ноа.
Паук, под маском Чарлија, открива Грејему Коутсу своје знање о финансијским недостацима током састанка на којем је Грејем планирао да отпусти Чарлија и, као резултат тога, Грејем одлаже да га отпусти. Када га Грејем следећи пут сретне, он даје правом Чарлију велики чек и одмор са посла. Пошто Чарли напусти канцеларију, Грејм Коутс наставља да мења финансијску евиденцију како би Чарлију оптужио за проневеру. Огорчен губитком веренице, Чарли користи свој одмор да се врати на Флориду и тражи помоћ од госпође Хиглер и тројице њених једнако старих и ексцентричних пријатеља да протерају Паука. Пошто сами нису у стању да протерају Паука, они уместо тога шаљу Дебелог Чарлија на „почетак света“, пребивалиште древних богова сличних његовом оцу, од којих сваки представља неку врсту животиње. Тамо се сусреће са страшним тигром, нечувеним хијеном и смешним мајмуном, између осталих. Нико није вољан да помогне сину преваранта Анансија, који их је све понекад у животу осрамотио. Коначно, Чарли упознаје Жену Птицу, која пристаје да му размени своју помоћ, коју симболизује једно њено перје, у замену за „Анансијеву крвну лозу“.
У међувремену, у Лондону, преварена клијенткиња, Мејв Ливингстон, директно се суочава са Грејемом Коутсом, сазнавши за крађу имовине њеног покојног мужа. Грејам Коутс је убија чекићем и скрива њено тело у скривеном ормару.
Када се Чарли врати у Енглеску, догађаји почињу да ескалирају. Чарли се свађа и свађа са Пауком, Чарлија приводи полиција на испитивање због финансијске преваре у агенцији, Паук открива истину о свом идентитету Роузи, која је љута због његовог третмана према њој, птице више пута нападају Паука, Грејам бежи из Енглеске због свог имања и банковних рачуна у измишљеној карипској земљи Сент Ендруз, а дух Мејв Ливингстон почиње да опседа зграду агенције.
Мејв контактира њен покојни муж, који јој саветује да пређе у загробни живот, али она одбија желећи да се освети Грејем Коутсу. Касније упознаје духа самог Анансија, који јој препричава причу. Једном је, открива Ананси, бог животиња Тигар поседовао све приче, и као резултат тога, све су приче биле мрачне, насилне и несрећне. Ананси је преварио Тигра да му преда власништво над причама, заувек дозвољавајући да приче укључују памет, вештину и често хумор, а не само снагу.
Након што су га напали фламингоси, Паук схвата да нешто што је Чарли урадио изазива ове нападе и да је у смртној опасности. Сходно томе, Паук магично извлачи Чарлија из затвора. Њих двоје разговарају о стварима током бекства од птица из целог света, схватајући да одавање Анансијеве крвне лозе имплицира Чарлија као и Паука. Чарли је потом враћен у затвор и на крају је ослобођен. Он полицији помиње скривену собу у Коутсовој канцеларији, која тамо проналази тело Мејв Ливингстон.
Паук је однесен у олуји птица, након чега му Жена Птица уклања језик како би спречила његову употребу магије. Жена птица испоручује Паука Тигру, Анансијевом дугогодишњем непријатељу, који га затвара. Упркос својој беспомоћности, Паук успева да формира малог паука од глине, упућујући га да пронађе помоћ у краљевству паука којим заповедају Ананси и његови потомци. Упркос томе што није јак као Тигар, Паук и даље успева да га одбрани неко време док га Тигар одуговлачи са убијањем, радије уживајући у освети Анансију и његовом леглу, на који се дуго надао.
У међувремену, Роузи и њена мајка кренуле су на утешно крстарење на Карибе, где неочекивано упознају Грејма Коутса, који им нуди обилазак свог дома. Њих двоје нису чули за догађаје у Енглеској и тако без сумње упадају у замку у његовој кући где су закључани у његовом подруму.
Чарли креће у потрагу за Калијан Хиглер да му помогне да реши своје проблеме. Тражи је на Флориди, али Анансијеви стари пријатељи кажу му да се госпођа Хиглер вратила у карипску земљу Сент Ендруз. Ови пријатељи му откривају да је то била друга старица, госпођа Дунвиди, која се љутила на младог Дебелог Чарлија и направила чини да одвоји његову добру страну од његове лоше стране, која је тада постала Паук, раздвајајући једну особу на двоје. Дебели Чарли коначно проналази госпођу Хиглер након дуге потраге у Сент Ендрузу и поново је послат, путем сеансе, на почетак света где приморава Жену Птицу да врати Анансијеву крвну лозу у замену за њено перо. У међувремену, Паук је успео да преживи док претерано самоуверени Тигар наставља да га прождире. Када Тигар покуша да изврши убилачки напад, огромна војска паукових појачања које је призвао Паук га савлада и присили да се повуче. У овом тренутку, Чарли спасава Паука и враћа му језик.
Тигар сада преузима тело Грејма Коутса и користи његово тело да њиме манипулише, намеравајући да се освети Пауку тако што ће убити Роузи и њену мајку. Поседовање Тигра, међутим, чини Грејама Коутса рањивим на нападе других духова, а Мејв Ливингстон, након што је пронашла Грејам Коутса уз помоћ Анансијевог духа, елиминише Коутса у стварном свету и, задовољна, одлази у свој загробни живот.
У међувремену, још на почетку света, Чарли, откривши своју моћ да мења стварност певањем приче, препричава дугу причу о свему што је било пре и понижава Тигра до те мере да се повлачи у своју пећину. Паук тада обруши улаз у пећину, затварајући Тигра унутра. Чарли је уткао овај догађај у своју песму, појачавајући га својим моћима, тако да је Тигар сигурно заробљен. 
На крају, Паук се жени са Роузи и постаје власник ресторана. Роузина мајка је стално притиска да има децу, али (вероватно да би је изнервирала) то никада не чини. Чарли започиње успешну каријеру певача, жени се полицајком Дејзи Деј и има сина (Маркуса). Стари Ананси, који се удобно одмара у свом гробу, са одобравањем посматра своја два сина док размишља о томе да васкрсне за 20 или 25 година.

## Адаптације

### Радио
Године 2005. Мајк Вокер је адаптирао Анансијеве момке у радио представу за BBC World Service. У њему глуме Лени Хенри као Паук и Дебели Чарли, Мет Лукас као Грејем Коутс и Тигар, Рудолф Вокер као Ананси, Доња Крол као госпођа Ноа и жена птица, Тамека Емпсон као госпођа Хиглер, Петра Летанг као Роузи, Џоселин Џи Езијен као Дејзи, и Бен Кроу као таксисти и други гласови. Емитован је 17. новембра 2007. Оригиналну музику је компоновао дански композитор у резиденцији Николај Абрахамсен. Режирала га је Ен Едивеан.
Гејман је изјавио да није задовољан адаптацијом радија Би-Би-Сија, јер су „смањење буџета и мање времена за емитовање драме [натерали продукцију да одлучи] да би то морала бити адаптација од сат времена. А лоше ствари се дешавају када се романи смање на сат. Дакле, упркос заиста сјајној глумачкој екипи и продукцији и што је могуће солидном сценарију у датим околностима, нисам био срећан. Осећао сам се као једна од оних сажетих књига Ридерс дајџеста."

### Филм
Гејманово незадовољство првом радио адаптацијом довело је до спремности да напише сценарио за филм Анансијеви момци. Рекао је да „обично кажем не прилагођавању сопствених ствари у филм. Али желео сам адаптацију на коју бих могао да се поносим, а радио адаптација ме је оставила да пожелим да идем: Не, на ово сам мислио“.

### Телевизија
Године 2014. објављено је да је BBC продуцирао телевизијску мини серију Анансијеви момци. Требало је да га направи Red Production Company са Гејманом као извршним продуцентом. Иако мини серија никада није направљена, елементи напуштене серије су уместо тога уграђени у мини серију Амерички богови. 
У мају 2020. објављено је да је у развоју адаптацију мини серије за Amazon Prime Video. У јулу 2021, објављено је да је Амазон дао продукцији наруџбину серије која се састоји од 6 епизода. Гејман ће бити писац и извршни продуцент. Делрој Линдо ће играти улогу господина Ненси. Малачи Кирби је такође постављен да глуми Дебелог Чарлија и Паука.

## Преводи
- Момчетата на Ананси (Bulgarian),  978-954-655-242-6
- Anansiho chlapci (Czech),  80-7332-079-7
- I ragazzi di Anansi (Italian),  88-04-55701-X
- בני אנאנסי (Hebrew)
- Os Filhos de Anansi (Portuguese),  972-23-3592-8
- Сыновья Ананси (Russian),  978-5-17-098225-7
- Chłopaki Anansiego (Polish),  83-7480-020-8
- Băieții lui Anansi (Romanian),  973-733-103-6
- De bende van Anansi (Dutch),  90-245-5385-7
- Los hijos de Anansi (Spanish),  978-84-96544-66-6
- Anansi dēli (Latvian),  978-9984-777-69-6
- Hämähäkkijumala (Finnish)
- アナンシの血脈 (Japanese),  4-04-791534-3
- Anansi Boys (German),  978-3-453-26530-1
- 蜘蛛男孩 (Chinese),  978-986-6665-19-6
- 阿南西之子 (Chinese – Taiwan)  978-986-6665-19-6
- Anansi fiúk (Hungarian),  9786155468865
- Дітлахи Анансі (Ukrainian),  978-966-948-206-8